# Bull Shoals
Bull Shoals és una població dels Estats Units a l'estat d'Arkansas. Segons el cens del 2000 tenia 2.000 habitants.

## Demografia
Segons el cens del 2000, Bull Shoals tenia 2.000 habitants, 1.014 habitatges, i 650 famílies. La densitat de població era de 155,7 habitants/km².
Dels 1.014 habitatges en un 11,6% hi vivien nens de menys de 18 anys, en un 57,4% hi vivien parelles casades, en un 5,1% dones solteres, i en un 35,8% no eren unitats familiars. En el 32,1% dels habitatges hi vivien persones soles el 20,9% de les quals corresponia a persones de 65 anys o més que vivien soles. El nombre mitjà de persones vivint en cada habitatge era d'1,96 i el nombre mitjà de persones que vivien en cada família era de 2,39.
Per edats la població es repartia de la següent manera: un 11,6% tenia menys de 18 anys, un 4,2% entre 18 i 24, un 16,1% entre 25 i 44, un 30% de 45 a 60 i un 38,3% 65 anys o més.
L'edat mediana era de 59 anys. Per cada 100 dones de 18 o més anys hi havia 90,2 homes.
La renda mediana per habitatge era de 27.139 $ i la renda mediana per família de 34.219 $. Els homes tenien una renda mediana de 23.125 $ mentre que les dones 16.950 $. La renda per capita de la població era de 17.636 $. Entorn del 9,1% de les famílies i el 12,6% de la població estaven per davall del llindar de pobresa.

## Poblacions més properes
El següent diagrama mostra les poblacions més properes.